# Julius Helfft
Julius Helfft (ur. 6 kwietnia 1818 w Berlinie, zm. 28 marca 1894 tamże) – niemiecki malarz krajobrazów i architektury.

## Życiorys

Kanał w Wenecji. Muzeum Narodowe w Poznaniu

Julius Helfft studiował jako uczeń malarza krajobrazu Wilhelma Schirmera w Królewskiej Pruskiej Akademii Sztuk Pięknych w Berlinie. W Akademii od 1836 pokazywał wystawy krajobrazu i widoki architektoniczne z Brandenburgii, Saksonii, Czech i Śląska, a po jego pierwszym pobycie za granicą także z Florencji, Rzymu, Neapolu i Genui. Niektóre z jego obrazów nabył Fryderyk Wilhelm IV. W ostatnich latach życia Helfft nie mógł malować z powodu złego stanu wzroku.

## Dzieła

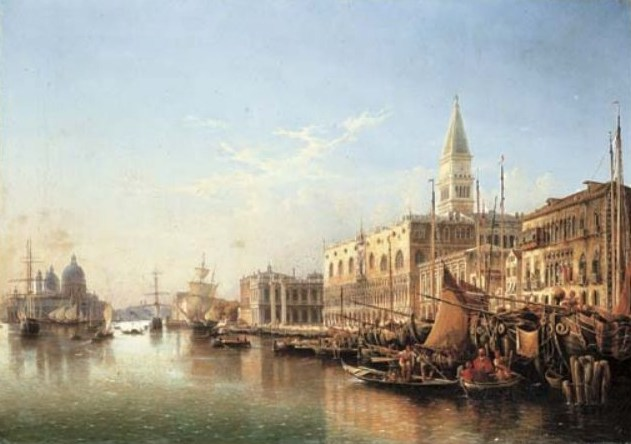
Wenecja: Riva degli Schiavoni, na zachodzie poza Punta della Dogana i Santa Maria della Salute, 1844

- Wenecja: Riva degli Schiavoni, na zachodzie poza Punta della Dogana i Santa Maria della Salute, 1844
- Widok z tarasu domu w Sorrento, Wezuwiusz, 1845
- Sycylijski klasztor, 1847
- Villa Frascati, Rzym, 1848
- Pokój muzyczny Fanny Hensel, z domu Mendelssohn Bartholdy, 1849
- Wenecja, 1849
- Villa z pergolą na Zatokę Neapolitańską, 1850
- Widok z Wenecji, 1854
- Pałac Dożów w Wenecji, 1856
- Klasztor San Giorgio Maggiore w Wenecji
- Palazzo Vecchio we Florencji